# Petín
Petín est une commune de la province d'Ourense en Espagne située dans la communauté autonome de Galice.

## Personnalités nées à Petín
- Beremundo González Rodríguez